# Trachythyone muricata
Trachythyone muricata is een zeekomkommer uit de familie Cucumariidae.
De wetenschappelijke naam van de soort werd in 1876 gepubliceerd door Théophile Rudolphe Studer.